# Zečji trn
Zečji trn (gladiš, gladušac, gladuška, mačac; lat. Ononis) je biljni rod iz porodice mahunarki rasprostranjen po velikim dijelovima Europe, zapadnim predjelima Azije i sjeverne Afrike.
Na popisu je kojih 90  vrsta jednogodišnjeg raslinja, trajnica i listopadnih i poluzimzelenih polugrmova i  grmova od kojih dvadesetak vrsta i podvrsta raste i u Hrvatskoj (navedene su popisu uz latinske nazive). Glatkosjemeni gladiš podvrsta je vrste O. spinosa (sin. Ononis leiosperma).

## Vrste
1. Ononis adenotricha Boiss.
2. Ononis afghanica Sirj. & Rech.f.
3. Ononis alba Poir.
4. Ononis alopecuroides L., repakoliki gladiš
5. Ononis angustissima Lam.
6. Ononis antennata Pomel
7. Ononis aragonensis Asso
8. Ononis arvensis L., poljski gladiš
9. Ononis atlantica Ball
10. Ononis aurasiaca Förther & Podlech
11. Ononis avellana Pomel
12. Ononis azcaratei Devesa
13. Ononis baetica Clemente
14. Ononis basiadnata Hub.-Mor.
15. Ononis biflora Desf.
16. Ononis breviflora DC.
17. Ononis broteroana DC.
18. Ononis catalinae Reyes-Bet. & S.Scholz
19. Ononis cephalantha Pomel
20. Ononis cephalotes Boiss.
21. Ononis christii Bolle
22. Ononis cintrana Brot.
23. Ononis clausonis (Pomel) Pomel
24. Ononis cossoniana Boiss. & Reut.
25. Ononis crinita Pomel
26. Ononis crispa L.
27. Ononis cristata Mill.
28. Ononis cuatrecasasii Devesa
29. Ononis dentata Lowe
30. Ononis diffusa Ten.
31. Ononis euphrasiifolia Desf.
32. Ononis filicaulis Salzm. ex Boiss.
33. Ononis foetens All.
34. Ononis fruticosa L.
35. Ononis gines-lopezii Devesa
36. Ononis hackelii Lange
37. Ononis hebecarpa Webb & Berthel.
38. Ononis hesperia (Maire) Förther & Podlech
39. Ononis hirta Poir.
40. Ononis hispida Desf.
41. Ononis incisa Coss. & Durieu ex Batt.
42. Ononis jahandiezii Maire & Weiller
43. Ononis laxiflora Desf.
44. Ononis leucotricha Coss.
45. Ononis macrosperma Hub.-Mor.
46. Ononis maweana Ball
47. Ononis megalostachys Munby
48. Ononis minutissima L., majušni gladiš
49. Ononis mitissima L.,  nježni gladiš
50. Ononis mogadorensis Förther & Podlech
51. Ononis natrix L., grmoliki gladiš
52. Ononis nuristanica Podlech
53. Ononis oligophylla Ten.
54. Ononis ornithopodioides L., sredozemni gladiš
55. Ononis pedicellaris (Batt.) Sirj.
56. Ononis pendula Desf.
57. Ononis peyerimhoffii Batt.
58. Ononis phyllocephala Boiss.
59. Ononis pinnata Brot.
60. Ononis polyphylla Ball
61. Ononis polysperma Barratte & Murb.
62. Ononis pseudoserotina Batt. & Pit.
63. Ononis pubescens L.
64. Ononis pusilla L., sitni gladiš
65. Ononis ramosissima Desf.
66. Ononis reclinata L.,  uzvinuti gladiš
67. Ononis repens L., puzavi gladiš
68. Ononis reuteri Boiss.
69. Ononis rosea Durieu
70. Ononis rotundifolia L.
71. Ononis serotina Pomel
72. Ononis serrata Forssk.
73. Ononis sessilifolia Bornm.
74. Ononis sicula Guss.
75. Ononis sieberi DC.
76. Ononis speciosa Lag.
77. Ononis spinosa L., trnoviti gladiš
78. Ononis striata Gouan
79. Ononis talaverae Devesa & G.López
80. Ononis tazaensis Förther & Podlech
81. Ononis thomsonii Ball ex Oliv.
82. Ononis tournefortii Coss.
83. Ononis tridentata L.
84. Ononis unifoliolata Dobignard, Jacquemoud & Jeanm.
85. Ononis vaginalis Vahl
86. Ononis varelae Devesa
87. Ononis variegata L.
88. Ononis verae Sirj.
89. Ononis villosissima Desf.
90. Ononis viscosa L., ljepljivi gladiš
91. Ononis zygantha Maire & Wilczek
92. Ononis ×pseudohircina Schur
93. Ononis ×schouwii DC.